# Aulus Cornelius Cossus (consul en -413)
Pour les articles homonymes, voir Cornelius Cossus.
Aulus Cornelius Cossus est un homme politique romain, consul en 413 av. J.-C. et peut-être dictateur en 385 av. J.-C.,

## Famille
Il est membre des Cornelii Cossi, branche de la gens patricienne Cornelia. Diodore de Sicile et Cassiodore lui donnent le praenomen Marcus mais celui-ci n'est pas utilisé par ailleurs dans la gens Cornelia.

## Biographie

### Consulat (413)
Cossus est consul en 413 av. J.-C. avec Lucius Furius Medullinus pour collègue,. Les consuls viennent en aide aux Herniques pour faire face aux attaques des Volsques. Ils sont par ailleurs chargés de l'enquête (quaestio) sur la mort de Publius Postumius Albinus Regillensis, tribun consulaire de l'année précédente, tué par des soldats romains mutinés après la prise de Bolae aux Èques,.

### Dictature (385)
Il est possible d'identifier Cossus au dictateur de 385 av. J.-C. mais il pourrait y avoir confusion avec un autre Aulus Cornelius Cossus. Il semble toutefois exclu qu'il puisse s'agir d'Aulus Cornelius Cossus, tribun consulaire en 369 et 367 av. J.-C.
Le dictateur défait les Volsques. De retour à Rome, il célèbre un triomphe pour ses victoires et fait arrêter Marcus Manlius Capitolinus accusé d'aspirer à la royauté. Selon Plutarque, le procès et l'exécution de ce dernier ont lieu cette même année,, mais selon Tite-Live, il est précipité du haut de la Roche tarpéienne l'année suivante.